# Þjórsá
Þjórsá, ([ˈθjoursˌau] [[:Media:Þjórsá pronunciation.ogg|]] ?) er Islands længste flod, 230 km lang. Floden ligger i den sydlige del af Island og afvander et areal på 7.530 km², svarende til 7,2% af Islands samlede areal.
Þjórsá er en gletsjerflod, der har sit udspring ved gletsjeren Hofsjökull. Den flyder ud gennem smalle kløfter i Det islandske højland ned i lavlandet. Der passerer den dalen Þjórsárdalur, hvor den historiske gård Þjóðveldisbærinn Stöng ligger.
Cirka halvvejs nede af den nu ret brede flod er der en stor ø kaldet Árnes hvor der engang har ligget et ting. Derfra løber floden mod sydvest og ud i Atlanterhavet.
'Á' betyder flod, mens 'þjór' betyder tyr og er beslægtet med det danske ord dansk 'tyr'. Ifølge Landnámabók blev floden opkaldt efter en galionsfigur fra et af de første bosættelsesskibe.
Der er to broer, der giver adgang til at krydse floden. Þrjotandi, som er den ældste, blev oprindeligt opført i 1800-tallet og blev senere flyttet lidt længere ned ad floden i 1949. Den anden bro hedder Sandafell og ligger en smule nedstrøms i forhold til et vandkraftværk ved navn Sultartangastöð.